# Entomoprimitia
Entomoprimitia is een geslacht van uitgestorven kreeftachtigen uit de klasse van de Ostracoda (mosselkreeftjes).

## Soorten
- Entomoprimitia (Reptiprimitia) paeckelmanni (Matern, 1929) Gruendel, 1962 †
- Entomoprimitia (Reptiprimitia) rabieni (Blumenstengel, 1959) Gruendel, 1962 †
- Entomoprimitia aethis Wang & Zhang, 1983 †
- Entomoprimitia belorussiensis Tschigova, 1977 †
- Entomoprimitia concentrica (Matern, 1929) Kummerow, 1939 †
- Entomoprimitia delicata Tschigova, 1977 †
- Entomoprimitia entomidella (Guerich, 1896) Rabien, 1954 †
- Entomoprimitia gyripunctata (Jones & Kirkby, 1886) Groos-Uffenorde, 1984 †
- Entomoprimitia incognita Tschigova, 1977 †
- Entomoprimitia inconstans Mueller-steffen, 1964 †
- Entomoprimitia kayseri (Waldschmidt, 1885) Kummerow, 1939 †
- Entomoprimitia kindlei Lethiers, 1981 †
- Entomoprimitia rabieni Blumenstengel, 1959 †
- Entomoprimitia rotundata (Polenova, 1955) Rabien, 1980 †
- Entomoprimitia sandbergeri (Matern, 1929) Rabien, 1954 †
- Entomoprimitia sarailensis (Polenova, 1955) Rabien, 1980 †
- Entomoprimitia sartenaeri Casier, 1977 †
- Entomoprimitia subelliptica Wang (Shang-Qi), 1984 †
- Entomoprimitia triangula (Polenova, 1955) Rabien, 1983 †